# محمد حسن الشيرازي
ميرزا محمد حسن الشيرازي الملقب بالشيرازي الأول، وبالمجدد الشيرازي والشيرازي الكبير أيضا، (أية الله) ولد عام 1815 في مدينة شيراز بإيران توفي والده وهو في دور الطفولة فكفله خاله (حسين الموسوي) الذي أرسله مبكرا إلى معلم خاص لتعليمه القراءة والكتابة ثم علوم العربّية، تدرج في الدراسة حتى أكمل المقدمات وهو في الثانية عشر من عمره، وعندما بلغ أثني عشر عاما أخذ يحضر دروس الشيخ محمد تقي في الفقه والأصول بمدينة شيراز.
سافر إلى اصفهان ليدخل (مدرسة الصدر للعلوم الدينية) وبقي فيها عشر سنوات، درس أثنائها على أيدي محمد باقر الشفتي وغيره، سافر إلى العراق عام 1879 م لمواصلة الدراسة الحوزوية فوصل إلى كربلاء التي بقي فيها فترة ثم غادر إلى النجف حيث أستقر.
نال درجة الأجتهاد، ويؤيد اجتهاده محمد حسن النجفي صاحب الجواهر.
بعد وفاة المرجع الأنصاري توجهت الأنظار إلى تلميذه الشيرازي الذي أختير للمرجعية عام 1281 هـ.
أرتبط اسمه بـ (حوزة سامراء) وثورة التنباك (التبغ) في إيران.
اشتهر بمعالجة الرئاسة بمهارة وبالتدبير والتخطيط بكل ما يقدم عليه، وينقل عنه (اية الله) اغا بزرك الطهراني في كتاب (هدية الرازي إلى المجدد الشيرازي)، اقول في ذلك معناه «رئاسة المرجعية الدينية تحتاج إلى مائة جزء، جزء من علم وجزء عدالة وثمانية وتسعون جزء، إدارة»!.
لأسباب ما زالت موضوع اختلاف استوطن الشيرازي سامراء التي ذهب إليها زائرا، واخذ تلامذته يتبعونه إلى هناك تدريجيا، ثم انضم اليه افراد عائلته، وصار ينفق الأموال الطائلة في سامراء كسب قلوب شيوخ العشائر في المدينة.
وقد شيد أكبر مدرسة دينية في العراق تعرف باسم (مدرسة الميرزا) كما بنى سوقا كبيرا ودورا، وصارت مظاهر التشيع تظهر في المدينة التي هي مدينة سنية بالكامل.
وقد شكى الشيخ محمد سعيد النقشبندي – من شيوخ سامراء - إلى والي بغداد حسن باشا من الفتنة الكبرى التي سوف تنشأ من تغيير طابع المدينة، فأبرق الوالي حسن باشا إلى السلطان عبد الحميد بالخطر الذي يهدد سامراء لكن السلطان الذي لم يشأ الدخول في أزمة مع إيران، أكتفى بالتوجيه ببناء مدرستين سنيتين في المدينة، لكن الشيرازي واصحابه بقوا تحت الملاحظة والرقابة سواء من العثمانيين أو من علماء سامراء، فيما كانت ممارسات الشيرازي تحظى بتأييد القنصلين البريطاني والروسي.

## انتفاضة التنباك
انتفاضة التنباك (1891 - 1892) بعد اتفاق الشاه ناصر الدين القجاري مع بريطانيا على إعطاء الأخيرة حق التصرف بالتبغ الإيراني داخل البلاد وخارجها، وتدفق الاجانب على إيران، أرسل الشيرازي رسالة إلى الشاه يعترض فيها على تلك الاتفاقية، محذرا من أن تؤدي إلى اضعاف الدولة، وتكررت الرسائل دون أن يهتم بها الشاه، فأصدر الشيرازي فتواه الشهيرة التي جاء فيها: (ان استعمال التنباكو والتتن باي نحو كان يعتبر محاربة للامام صاحب العصر والزمان)، ثم أتبع الفتوى بثانية لتحذير الحكومة، جاء فيها (إذا لم يُلغ أمتياز التنباكو بشكل كامل، سوف أعلن الجهاد خلال ثمان وأربعين ساعة).
وكان تفاعل الإيرانيين مع الفتوى من خلال الامتناع عن استعمال التبغ والخروج في مظاهرات حاشدة، وحدوث اضطرابات في أماكن متعددة، كان ذلك أرغم الحكومة على إلغاء الأمتياز، كان الحرص الذي يظهره الشيرازي في سامراء على (وحدة المسلمين) من ضمن أساليب كسب قلوب السكان، وحكايته مع هلال العيد تظهر حقيقة نواياه وموقفه الحقيقي من أهل السنة، ففي إحدى السنين وبعد أن أعلن علماء السنة ان اليوم التالي سيكون غرة شوال وأول أيام العيد، والتمسوا من الشيرازي ان يبدي رأيه ويوافق على ما ثبت لدى علماء أهل السنة، استجاب ووافقهم.

## وفاته
توفي الشيرازي عام 1895 بمدينة سامراء بعد أن مرض بداء السل، ونقل جثمانه إلى الكاظمية ثم إلى كربلاء فالنجف حيث دفن هناك بجوار مرقد الإمام علي، ويقول أحد تلامذة حسين الصدر في كتابه (التكملة): «ان مجالس العزاء على المرجع الشيرازي دامت عاما كاملاً» !.